# شهرستان پنینگتن (مینه‌سوتا)
شهرستان پنینگتون، مینه‌سوتا (به انگلیسی: Pennington County, Minnesota) شهرستانی در ایالات متحده آمریکا است که در مینه‌سوتا واقع شده‌است.